# Monocosmoecus hyadesi
Monocosmoecus hyadesi är en nattsländeart som först beskrevs av Paul Mabille 1888.  Monocosmoecus hyadesi ingår i släktet Monocosmoecus och familjen husmasknattsländor. Inga underarter finns listade i Catalogue of Life.